# Radiorådet
Radiorådet var fra 1926 til 1987 Danmarks Radios øverste myndighed.
Rådets medlemmer var politisk udpegede, hvilket i perioder handlingslammede Danmarks Radio. Derfor blev det i 1987 erstattet af en bestyrelse, der var politisk udpeget, og hvis beføjelser var anderledes afgrænset. Målet med en politisk udpeget bestyrelse var at gøre DR's øverste myndighed mindre politisk og mere handledygtig.